# Georges De Geetere

## Biographie
Georges De Geetere, né à Amiens, France, le 13 janvier 1859 et mort à Hal, Belgique, le 14 avril 1929, est un peintre belge de genre, de portraits, de fresques murales et de peinture sur céramique.

### Famille et formation
Georges François De Geetere, né à Amiens, rue des Lirots no 3, le 13 janvier 1859, est le fils d'Auguste Joseph De Geetere (1831-1892), sculpteur natif de Bruges, et d'Anatholine Rosa Morin (1836-1870), native d'Amiens. Peu après sa naissance, ses parents s'établissent à Lille.
Georges De Geetere, installé à Bruges, puis à Ixelles, épouse à Saint-Gilles le 21 septembre 1887 Elisabeth Jeanne Catherine de Roever (1866), native de Bonn. Parmi ses témoins, figurent le peintre Georges Fichefet et le sculpteur Pierre Braecke. Le couple est parent d'au moins deux enfants : Madeleine De Geetere (née à Auderghem le 9 décembre 1890) et François (Frans) De Geetere (né à Auderghem le 15 mars 1895 et mort à Paris en 1968), également artiste peintre.   
Georges De Geetere devient élève à l'Académie royale des beaux-arts de Bruxelles et suit les cours dispensés par Jean-François Portaels.

### Carrière
Georges De Geetere est, de 1881 à 1891 membre du cercle L'Essor, puis l'un des membres fondateurs de Pour l'Art. 
Georges De Geetere, conjointement avec Georges Fichefet, obtient, en 1882, le prix de peinture de figure d'après nature à l'Académie de Bruxelles et, l'année suivante, le grand prix de peinture. En mai 1883, Georges De Geetere est l'un des sept candidats admis à concourir au Prix de Rome de peinture où, il présente La Résurrection de Lazare, mais le lauréat sera Émile Verbrugge.
Vers 1890, Georges De Geetere, tout en demeurant artiste indépendant, collabore, avec la manufacture Royal Boch - Keramis de La Louvière, où il est engagé probablement en 1894. Grâce à son travail dans le cadre la Maison Boch, il obtient une médaille d'or à l'Exposition internationale de Bruxelles de 1897. Il fait ensuite partie, vers 1900, des cadres de la faïencerie louviéroise où, jusque vers la fin des années 1920, il applique son style sensuel et Art nouveau dans la réalisation de céramiques,,.
En 1897, parallèlement à sa carrière artistique, il devient professeur à l'Académie des beaux-arts de Hal, où il accède ensuite aux fonctions de directeur. Au début du XXe siècle, il ne participe plus aux expositions triennales, mais il se consacre à la restauration d'une expression d'art quelque peu délaissée, à savoir la décoration religieuse qu'il envisage davantage sous forme de retour aux fresques, s'adaptant idéalement aux architectures en les complétant sans abolir leur symétrie. 
Georges De Geetere meurt à Hal, à l'âge de 70 ans, renversé par une voiture en face de son domicile, où il est mort des suites de ses blessures le 14 avril 1929. Ses funérailles ont lieu, trois jours plus tard, en l'église Saint-Marin de Hal, ville où il est inhumé,.

## Œuvres

### Inspiration et style

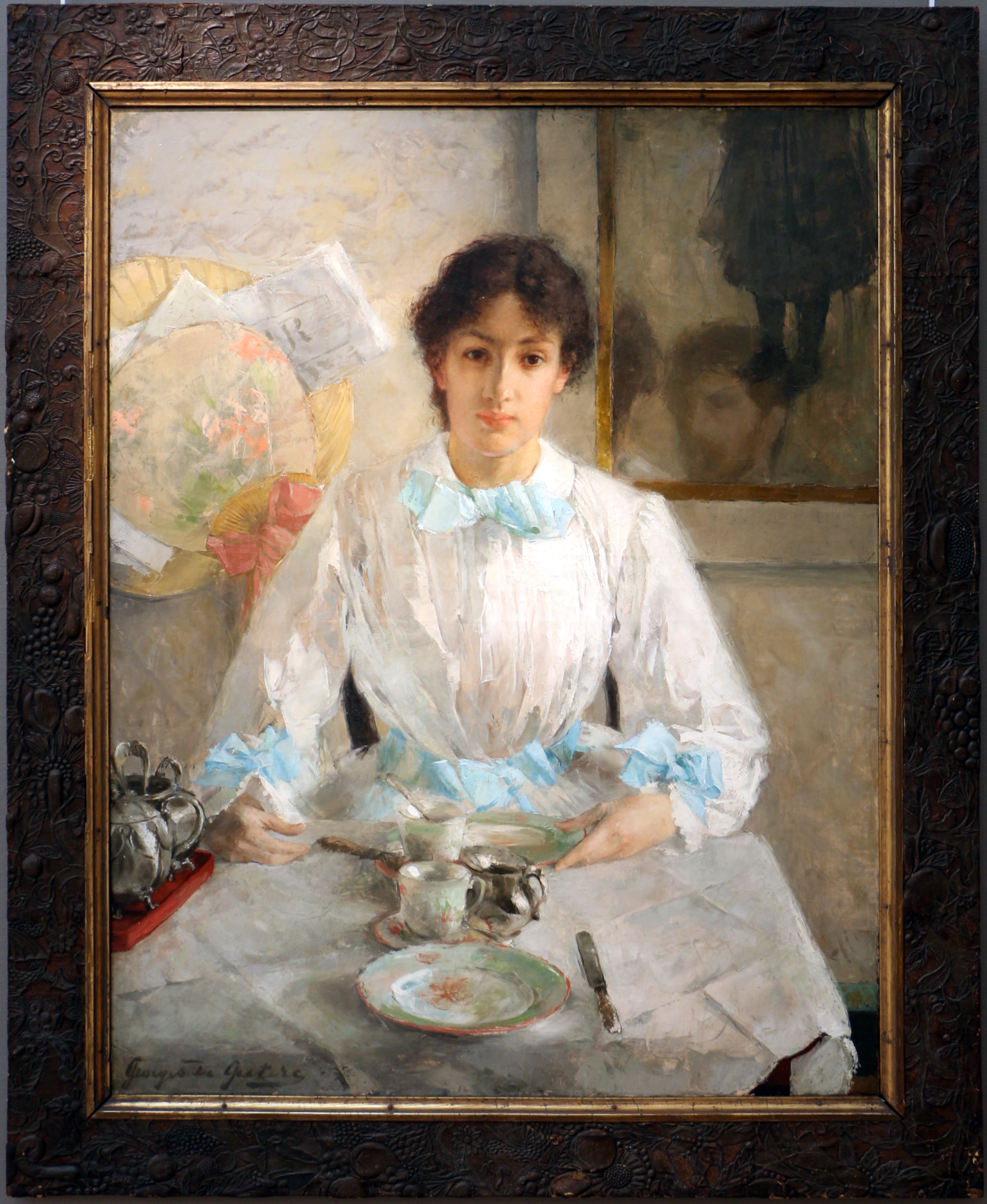
Portrait d'Élisabeth de Roevere, par son mari Georges De Geetere qui est représenté dans le miroir, conservé au Musée d'Ixelles.

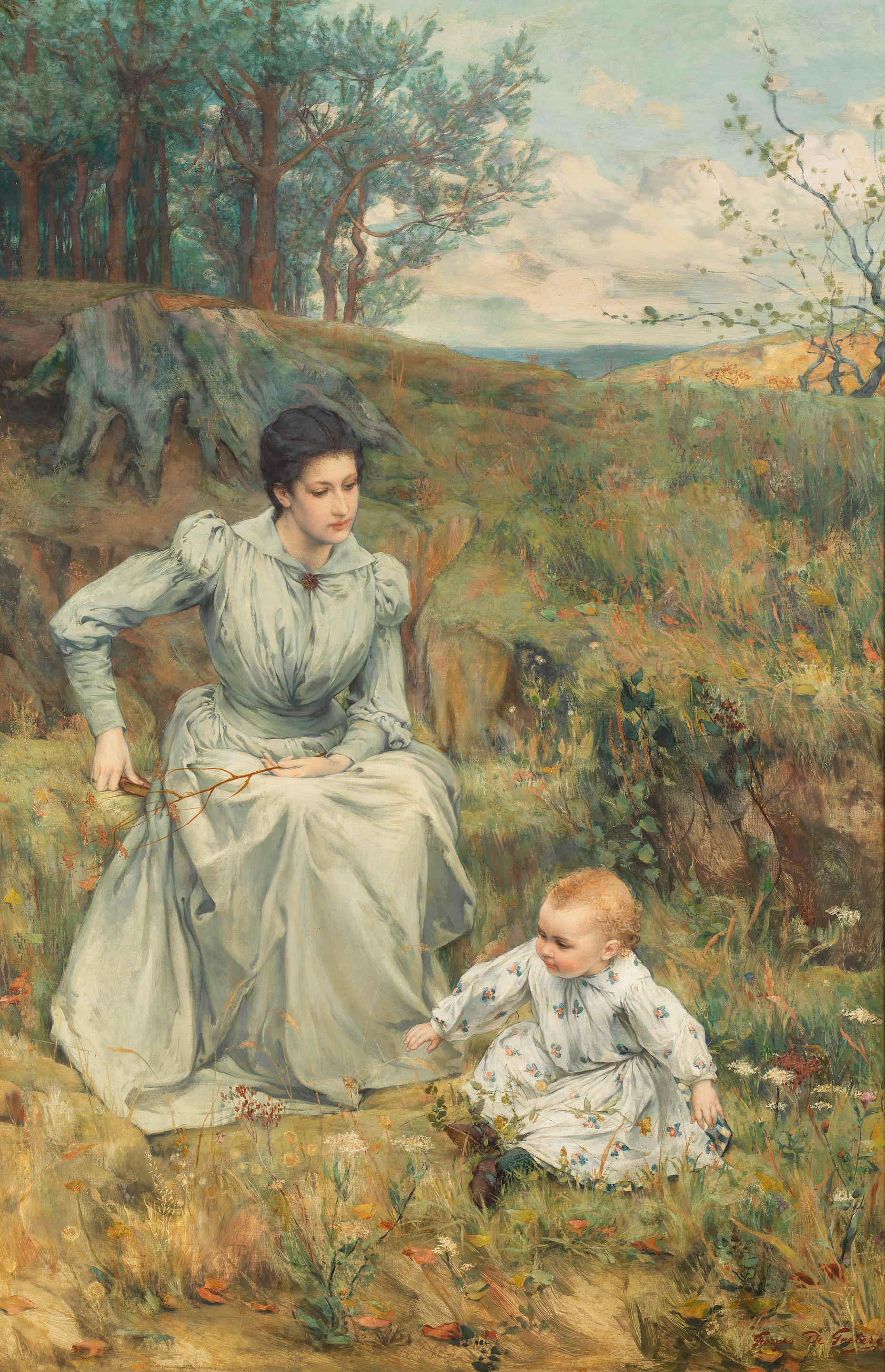
Amour maternel (sans date).

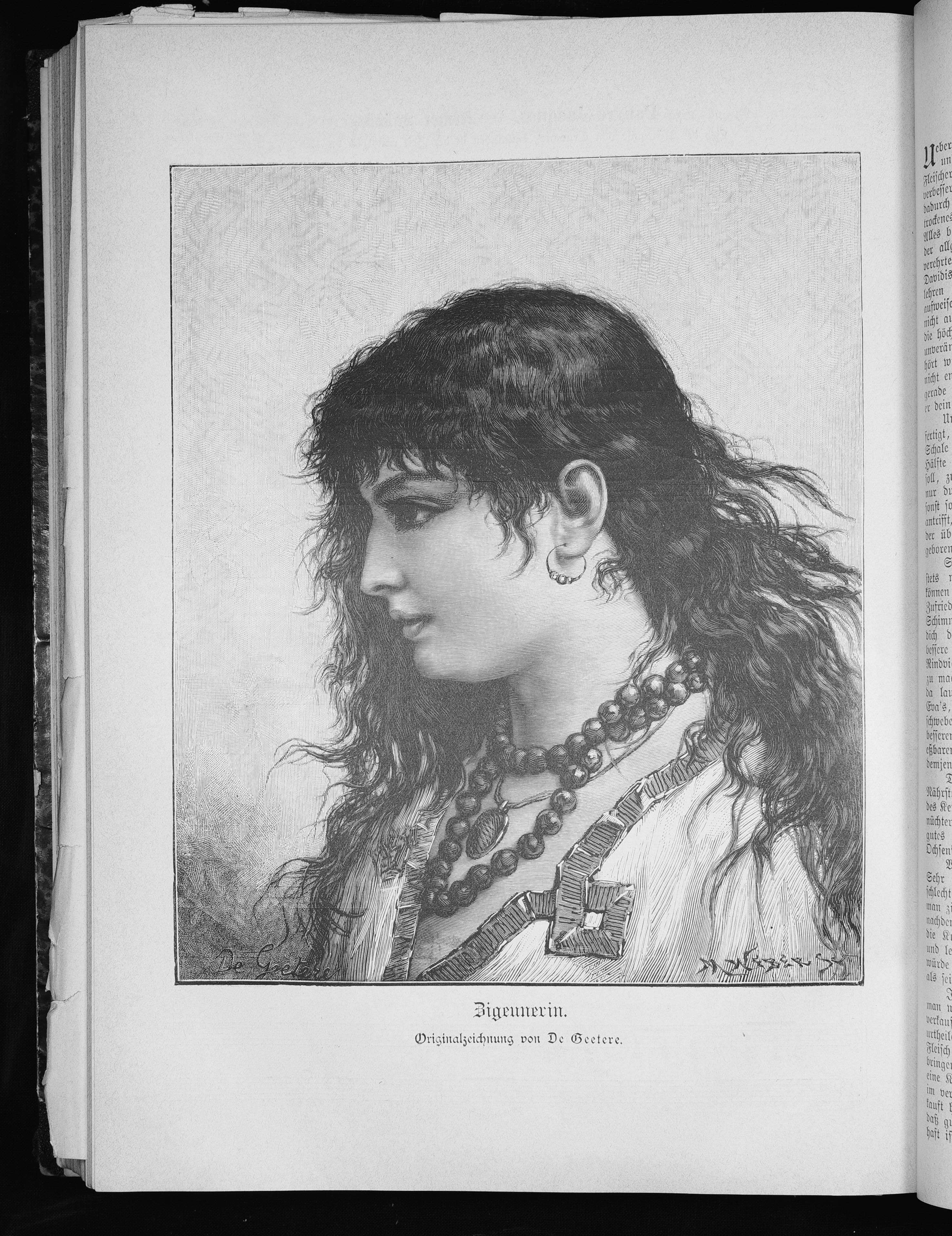
La belle gitane dans Die Gartenlaube (1887).

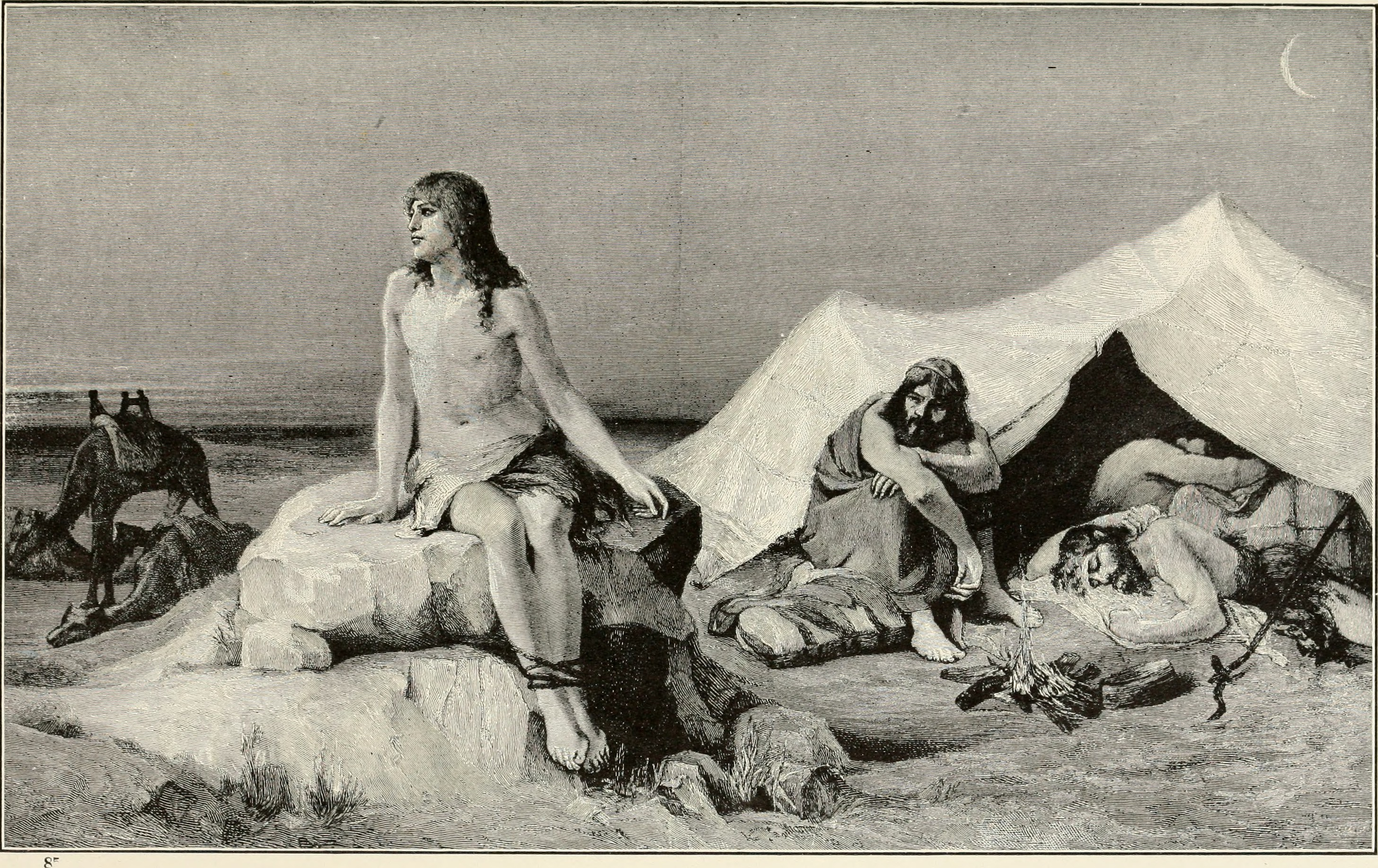
Joseph vendu à Potiphar (1908), dans La Bible et son histoire.

Au début de sa carrière, Georges De Geetere possède des similitudes avec son ami le peintre Georges Fichefet. Les deux artistes exposent conjointement en 1887 au Cercle artistique de Bruxelles, mais De Geetere se distingue pourtant dans la facture et dans la recherche de certains motifs, plus particulièrement modernistes. L'Enfant en deuil, Les Glaneurs et L'Idylle champêtre sont des morceaux très distingués de couleur et de sentiment, selon le critique du quotidien La Nation. Quelques années plus tard, il réalise le Portrait de la femme de l'artiste de style impressionniste.

### Expositions
- Salon de Gand de 1880 : Portrait de M. de G.M.[15].
- Exposition Universelle Coloniale et d'Exportation Générale à Amsterdam en 1883 : Respha protégeant les corps de ses fils contre les oiseaux de proie et Joseph emmené en Égypte[16].
- Salon de Bruxelles de 1884 : Respha et Joseph emmené en Égypte[16].
- Salon de Gand de 1886 : L'Exil, Joseph emmené en Égypte par les marchands[17].
- Exposition au Cercle artistique de Bruxelles en 1887 : Portrait du sculpteur D. (esquisse montrant le père de l'artiste), L'Enfant en deuil, Les Glaneurs au crépuscule, L'Idylle champêtre et Joseph enchaîné[18],[13].
- Salon de Bruxelles de 1887 : Portrait du lieutenant-général Jacmart, Portrait du sculpteur D. et Avril[19].
- Salon d'Anvers de 1888 : Le Déjeuner et L'Enfant en deuil (pastel)[20].
- Exposition au Cercle artistique de Bruxelles en 1889 : Le Chat s'amuse[21].
- Salon de Gand de 1889 : Devant la glace et Le Chat d'amuse[22].
- Salon d'Anvers de 1891 : Le Bébé[23].
- Salon de L'Essor de 1891 : Automne[24].
- Salon de Bruxelles de 1893 : La Madone[25].
- Exposition internationale de Bruxelles de 1897 : médaille d'or pour la céramique[9].
- Salon de Charleroi de 1898 : Paysage polychrome (tableau en faïence)[26].
- Exposition universelle de 1900 à Paris : médaille de bronze pour la céramique[27].
- Salon de Bruxelles de 1903 : Portrait de M.E.V.[28].

### Céramique
Vers 1890, Georges De Geetere, collabore, avec la manufacture Royal Boch - Keramis de La Louvière, où il est engagé probablement en 1894. Louis Dubois explique qu'à côté de la décoration courante sous et sur émail, Keramis réalise de la peinture artistique qui mérite d'être soulignée lorsque l'exécution des pièces est confiée à une main habile, à un réel talent comme celui de M. Georges De Geetere, auteur des panneaux décoratifs en camaïeu bleu exposés en 1894 à Anvers. Grâce à son travail dans le cadre la Maison Boch-Keramis, il obtient une médaille d'or à l'Exposition internationale de Bruxelles de 1897. Il fait ensuite partie, vers 1900, des cadres de la faïencerie louviéroise où, jusque vers la fin des années 1920, il évolue dans sa vision artistique. Il applique son style progressivement sensuel et relevant de Art nouveau dans la réalisation de céramiques, parfois de fantaisie, s'éloignant de sa vision picturale académique pour aborder l'Art déco,,.

### Fresques religieuses
- Église Saint-Véron de Lembecq : Le Triomphe du Rédempteur (1902)[10].
- Église Saint-Joseph de Tilbourg aux Pays-Bas[30].
- Église des Saints-Pierre-et-Jean de Leeuw-Saint-Pierre : Golgotha (1907)[30].
- Église Saint-Jacques de Bois-le-Duc aux Pays-Bas (1912)[30].
- Collégiale Saints-Pierre-et-Guidon d'Anderlecht : Le Martyre de saint Érasme, Saints Georges et Barbe (1916)[30].
- Halles de l'Université de Louvain : Les Remparts de Louvain défendus par les étudiants, 1543 (1923-1927)[31].
- Église Saint-Joseph d'Anvers : Restauration du maître-autel (1926)[32].
- Abbaye Sainte-Gertrude de Louvain : Peintures murales, de nouveau détruites par les bombardements en 1944[32].

### Illustrations
En 1887, La Belle Gitane de Georges de Geetere illustre la revue Die Gartenlaub.
En 1908, Georges De Geetere illustre La Bible et son histoire de Charles Francis Horne en reproduisant la scène Joseph vendu à Potiphar.

### Collections muséales
- Au Musée d'Ixelles : Portrait de la femme de l'artiste (années 1890)[14].
- Au Musée M à Louvain.
- Au Centre de la céramique Keramis à La Louvière en 2024 : Vase en céramique St 143[35].

## Distinction
- Chevalier de l'ordre de Léopold[11].

## Hommages
- Expo Impressionnisme belge, au Musée d'Ixelles en 2021-2022[14].
- Ensor, Magritte, Alechinsky… Chefs-d'œuvre du Musée d'Ixelles en 2023[14].
- Exposition Les Bucoliques, allégorie du vivant au Centre de la céramique Keramis à La Louvière en 2024 : Vase en céramique St 143[35].